# Teresa Mattei
Teresa Mattei   (Gènova, 1 de febrer de 1921 - Lari, 12 de març de 2013) va ser una política i activista feminista italiana. Va ser militant comunista i partisana durant la seva joventut i membre de la comissió parlamentària que va redactar la Constitució de la República Italiana.
Nascuda a Gènova el 1938, ben aviat va destacar-se pel seu activisme anti-racista i antifeixista. El 1944 va graduar-se en filosofia a la Universitat de Florència i va unir-se a la resistència italiana amb el sobrenom de Partigiana Chicchi. Aquell mateix any va participar en el complot que acabaria amb l'assassinat del ministre feixista Giovanni Gentile.
Després de la guerra va ser candidata a l'Assemblea Constituent italiana pel Partit Comunista Italià. Amb 25 anys va ser la membre més jove de la comissió que va redactar la constitució italiana. El 1957 va ser expulsada del partit per la seva oposició al estalinisme i a les polítiques del líder del partit Palmiro Togliatti. Posteriorment va esdevenir directora de la Unió de Dones Italianes.
El 2005 va ser distingida amb la Gran Creu del Mèrit de la República Italiana, en reconeixement de la seva trajectòria. Va ser la mare de l'escriptor Gianfranco Sanguinetti.